# SableVM
SableVM – nierozwijana implementacja interpretera bytekodu języka Java zgodna ze specyfikacją maszyny wirtualnej języka Java w wersji drugiej.
SableVM jest rozprowadzana na zasadach licencji LGPL. Projekt wykorzystuje także kod GNU Classpath, który jest licencjonowany na zasadach GPL z zastrzeżeniem możliwości linkowania.

## Założenia
Celem projektu jest stworzenie bardzo wydajnej i w jak największym stopniu przenośnej implementacji maszyny wirtualnej, która ma być  łatwa do rozwijania i rozszerzania.

## Historia i rozwój
Początkowo projekt SableVM był rozwijany jako część pracy doktorskiej Etiennea Gagnona. Później projekt był rozwijany przez Sable Research Group, stworzoną przez McGill University oraz Université du Québec à Montréal. Od marca 2007 projekt nie jest rozwijany. 